# Småskeidrista
Småskeidrista (norwegisch) ist ein Gebirgszug im Fimbulheimen im ostantarktischen Königin-Maud-Land. Er ragt westlich des Somoveken zwischen der Orvinfjella und dem Wohlthatmassiv auf.
Wissenschaftler des Norwegischen Polarinstituts benannten ihn 1968 in Anlehnung an die Benennung des benachbarten Gletschers Småskeidet.